# Ee Mungu Nguvu Yetu
Ee Mungu Nguvu Yetu este imnul național din Kenya.

## Versuri
Ee Mungu nguvu yetu
Ilete baraka kwetu.
Haki iwe ngao na mlinzi
Natukae na udugu.
Amani na uhuru
Raha tupate na ustawi.
Amkeni ndugu zetu
Tufanye sote bidii
Nasi tujitoe kwa nguvu
Nchi yetu ya Kenya,
Tunayo ipenda
Tuwe tayari kuilinda.
Natujenge taifa letu
Ee, ndio wajibu wetu
Kenya istahili heshima
Tuungane mikono
Pamoja kazini
Kila siku tuwe na shukrani.